# Eshuva
Les prières eshuva sont chantées en langues harakmbut, par le peuple péruvien des Huachipairi. Réalisé sans accompagnement musical, ce type de prière permet de préserver langue et mythologie de ce groupe ethnique. En déclin, cette pratique est inscrite sur la liste du patrimoine immatériel nécessitant une sauvegarde urgente en 2011. 

## Pratique
La tradition orale huachipaire veut que ce type de chant provienne des animaux de la forêt. Ces prières invoquent des esprits de la nature pour obtenir des faveurs, à plusieurs occasions : soins d'un malade, cérémonies autour du masato ou initiation de nouveaux chanteurs d'eshuva. La transmission est orale. 

## Préservation
Cette pratique est en déclin. Les facteurs explicatifs sont : le désintérêt des jeunes Huachipairi, les migrations internes et l'influence d'autres cultures. En 2011, il reste douze chanteurs parmi le peuple Huachipaire. 
Le 25 novembre de la même année, l'UNESCO réuni à Bali inscrit cette pratique sur la liste du patrimoine immatériel nécessitant une sauvegarde urgente. Des porte-paroles du gouvernement du Pérou déclarent que l'approbation de l'UNESCO constitue une reconnaissance envers les efforts du peuple Huachipaire.